# Петрит Фејзула
Петрит Фејзула (Приштина, 16. децембар 1951) бивши је југословенски и српски рукометаш и рукометни тренер албанскога порекла.

## Каријера
Професионалну каријеру започео је 1970. године у Црвеној звезди у којој је играо до 1976. године, а након тога био играч Динама Панчево све до 1980. године када се вратио у Црвену звезду. Од 1982. до 1985. године играо је за Барселону и био први југословенски играч у том клубу. Са Барселоном је освојио Куп купова и Куп краља 1985. године, након чега се поново вратио у Црвену звезду и у њој играо до краја каријере, 1986. године.
Са рукометном репрезентацијом Југославије освојио је сребрну медаљу на Светском првенству у рукомету 1982. године у Западној Немачкој.
У периоду од 1986. до 1987. године био је тренер Црвене звезде.

## Приватни живот
По професији је рударски инжењер, лиценцирани тренер рукомета, фитнес тренер и масажер.
Његова рођена сестра Каћуша Фејзула (удата Јашари) албанска је политичарка с Косова и Метохије.